# Maglia Memnonia
La maglia Memnonia è una regione di Marte che copre una latitudine da 0° a 30° sud e una longitudine da 135° a 180° ovest.
Le Mangala Valles sono collocate nella regione montana della Memnonia. La parte più occidentale della Memnonia è una regione montuosa fortemente craterizzata che mostra una vasta estensione di crateri di degrado.
Mnemonia include queste regioni topografiche di Marte:
- Arcadia Planitia
- Amazonis Planitia
- Lucus Planum
- Terra Sirenum
- Terra Cimmeria

Recentemente sono state trovate tracce di acqua nell'area.
Strati di rocce sedimentarie sono state rinvenute sulla parete e sul fondo del cratere Colombo. Queste rocce potrebbero essere state depositate dall'acqua o dal vento. Minerali idratati sono stati trovati in alcuni degli strati, cosa che avrebbe anche potuto comportare la presenza di acqua.
Dentro la maglia della Memnonia giace la Mangala Vallis, un'enorme e antica valle fluviale. Sembra che abbia avuto inizio con la formazione di una depressione del terreno, orlato da una serie di falle che potrebbero aver causato l'esposizione di un acquifero.